# Leif Gulliksen
Leif Gulliksen (Horten, 1913. november 27. – Horten, 1977. június 10.) norvég nemzetközi labdarúgó-játékvezető.

## Pályafutása

### Nemzeti kupamérkőzések
Vezetett Kupa-döntők száma: 1.

#### Norvég Kupa
| Időpont           | Helyszín               | Mérkőzés típusa | Mérkőzés                            | Eredmény | Nézők száma |
| ----------------- | ---------------------- | --------------- | ----------------------------------- | -------- | ----------- |
| 1957. október 20. | Ullevaal Stadion, Oslo | döntő           | Fredrikstad FK–Sandefjord Ballklubb | 4 : 0    | 33 073      |

### Nemzetközi játékvezetés
A Norvég labdarúgó-szövetség Játékvezető Bizottsága (JB) terjesztette fel nemzetközi játékvezetőnek, a Nemzetközi Labdarúgó-szövetség (FIFA) 1959-től tartotta nyilván bírói keretében. Több nemzetek közötti válogatott és klubmérkőzést vezetett, vagy működő társának partbíróként segített. A norvég nemzetközi játékvezetők rangsorában, a világbajnokság-Európa-bajnokság sorrendjében többedmagával a 14. helyet foglalja el 2 találkozó szolgálatával. Az aktív nemzetközi játékvezetéstől 1962-ben a FIFA 45 éves korhatárát elérve búcsúzott. Válogatott mérkőzéseinek száma: 6.

#### Világbajnokság
A világbajnoki döntőhöz vezető úton Chilébe a VII., az 1962-es labdarúgó-világbajnokságra a FIFA JB bíróként alkalmazta.
| Időpont              | Helyszín                      | Mérkőzés típusa           | Mérkőzés             | Eredmény | Nézők száma |
| -------------------- | ----------------------------- | ------------------------- | -------------------- | -------- | ----------- |
| 1961. szeptember 26. | Hampden Park Stadion, Glasgow | előselejtező (8. csoport) | Skócia–Csehszlovákia | 3 : 2    | 51 590      |

#### Európa-bajnokság
Az európai-labdarúgó torna döntőjéhez vezető úton Franciaországba az I., az 1960-as labdarúgó-Európa-bajnokságra az UEFA JB játékvezetőként foglalkoztatta.
| Időpont         | Helyszín                      | Mérkőzés típusa   | Mérkőzés              | Eredmény | Nézők száma |
| --------------- | ----------------------------- | ----------------- | --------------------- | -------- | ----------- |
| 1960. május 29. | Tehelne Pole Stadion, Pozsony | egyik negyeddöntő | Csehszlovákia–Románia | 3 : 0    | 31 000      |

## Magyar vonatkozás
| Időpont        | Helyszín                     | Mérkőzés típusa     | Mérkőzés         | Eredmény | Nézők száma |
| -------------- | ---------------------------- | ------------------- | ---------------- | -------- | ----------- |
| 1959. május 1. | Heinz Steyer Stadion, Drezda | válogatott mérkőzés | NDK–Magyarország | 0 : 1    | 50 000      |